# Acacia papyrocarpa
Espèce
Statut de conservation UICN

 LC  : Préoccupation mineure
Acacia papyrocarpa est une espèce de plante à fleurs de la famille des Fabaceae. C'est un petit arbre ou un arbuste originaire des zones arides de l'Australie. Il est communément appelé myall occidental.

## Description
Acacia papyrocarpa est un arbuste ou un arbre dressé d'une hauteur de 2 à 8 m, mais il peut atteindre 10 m. Son écorce est fissurée et de couleur grise et forme une couronne dense, étalée ou arrondie. Ses branches sont pendantes et velues. Comme la plupart des espèces d'Acacia, il a des phyllodes plutôt que de vraies feuilles. Celles-ci sont de couleur vert grisâtre, droites et plates, d'une longueur comprise entre 4 et 12 cm et d'une largeur comprise entre 1 et 2 mm. Les phyllodes poilus sont acuminés. Il fleurit entre août et novembre produisant des inflorescences rudimentaires. Les fleurs sont jaunes et se présentent en grappes sphériques d'environ 5 mm de diamètre et contenant 20 à 25 fleurs dorées. Après la floraison, des gousses contenant des graines minces et plates se forment, d'une longueur d'environ 11 cm et d'une largeur de 4 à10 mm ; elles sont plates et de forme.

## Taxonomie
L'espèce a été décrite formellement pour la première fois par le botaniste George Bentham en 1864 dans le cadre de l'ouvrage Flora Australiensis. Elle a été reclassée comme Racosperma papyrocarpum par Leslie Pedley en 2003 puis transférée à nouveau dans le genre Acacia en 2006. Les seuls autres synonymes sont Acacia sowdeni et Acacia sowdenii.

## Répartition
Il est endémique des parties arides du centre de l'Australie, il est présent dans les plaines calcaires du sud de l'Australie et de l'ouest de l'Australie du Sud.  Il existe également un spécimen anormal à Cooper Creek dans le Queensland. Une forme pleureuse de l'espèce qui pousse à Roxby Downs en Australie du Sud et porte le nom commun de water myall. Il est souvent présent sur les basses collines calcaires, les plaines salines ou argileuses en poussant dans des sols calcaires sablonneux ou argileux,.

## Systématique
Le nom correct complet (avec auteur) de ce taxon est Acacia papyrocarpa Benth..
Acacia papyrocarpa a pour synonymes :
- Acacia sowdenii Maiden
- Racosperma papryrocarpum (Benth.) Pedley
- Racosperma papyrocarpum (Benth.) Pedley